# Haunermühle
Haunermühle ist ein Gemeindeteil der Stadt Marktheidenfeld im unterfränkischen Landkreis Main-Spessart in Bayern. Haunermühle liegt in der Gemarkung Marktheidenfeld.

## Geographische Lage
Die Einöde liegt am Erlenbach. Im Osten erhebt sich die Winterleite mit dem Krähenschnabel (284 m ü. NHN). Die Bundesstraße 8 führt entlang des Erlenbachs nach Marktheidenfeld (1,2 km nördlich) bzw. nach Erlenbach bei Marktheidenfeld (1,8 km südöstlich).

## Geschichte
Mit dem Gemeindeedikt (frühes 19. Jahrhundert) wurde Haunermühle der neu gebildeten Munizipalgemeinde Marktheidenfeld zugewiesen.